# أنكافانانا
أنكافانانا (بالملغاشية: Ankavanana) هو نهر يقع في منطقة سافا شمال مدغشقر. يقع منبعه في جنوب بلدة أندابا، ويمر من الطريق السريع الوطني (RN5a) بالقرب من بلدة أنتالاها ليصب في المحيط الهندي.